# Nguyễn Phương Nhi
Nguyễn Phương Nhi (sinh ngày 21 tháng 4 năm 2002) là một người mẫu, á hậu người Việt Nam. Cô đạt danh hiệu Á hậu 2 Hoa hậu Thế giới Việt Nam 2022 và đại diện Việt Nam dự thi Hoa hậu Quốc tế 2023.

## Tiểu sử
Phương Nhi sinh năm 2002 tại Thanh Hóa, Việt Nam. Cô đang theo học chuyên ngành Luật thương mại Quốc tế tại Trường Đại học Luật Hà Nội. Cô có thể giao tiếp bằng tiếng Anh, Tây Ban Nha. Hồi cấp ba, Phương Nhi từng nhiều năm liền nằm trong đội tuyển tiếng Anh của THPT Hàm Rồng.

## Sự nghiệp

### Hoa hậu Thế giới Việt Nam 2022
Tối 12 tháng 8, trong đêm chung kết Hoa hậu Thế giới Việt Nam diễn ra tại Quy Nhơn, Bình Định, Phương Nhi đã xuất sắc đoạt ngôi vị Á hậu 2 bên cạnh Hoa hậu Huỳnh Nguyễn Mai Phương và Á hậu 1 Lê Nguyễn Bảo Ngọc. Cô cũng gây ấn tượng mạnh với công chúng bởi nhan sắc khả ái khi là một trong những thí sinh có gương mặt đẹp nhất cuộc thi.

### Hoa hậu Quốc tế 2023
Chiều 18 tháng 5, giám đốc quốc gia cuộc thi Hoa hậu Quốc tế tại Việt Nam - bà Phạm Thị Kim Dung thông báo cô sẽ trở thành đại diện tiếp theo của Việt Nam tham gia Hoa hậu Quốc tế 2023 diễn ra ở Tokyo, Nhật Bản.
Trong đêm chung kết, cô dừng chân ở vị trí Top 15 người đẹp nhất và xếp hạng 9 chung cuộc.

## Đời tư
Từ tháng 2 năm 2024, Nhi bắt đầu biến mất khỏi showbiz và mạng xã hội. Ngày 15 tháng 1 năm 2025, Phương Nhi làm lễ dạm ngõ, ăn hỏi, đính hôn với Phạm Nhật Minh Hoàng, con trai tỷ phú Phạm Nhật Vượng.

## Thành tích
- Á Hậu 2 - Hoa hậu Thế giới Việt Nam 2022
  - Giải phụ: Người đẹp có làn da đẹp nhất
- Top 15 Hoa hậu Quốc tế 2023
- Missosology Vẻ đẹp vượt thời gian